# Kiitrichida
Ordre
Les Kiitrichida sont un ordre de Ciliés de l'embranchement des Ciliophora, et de la classe des Spirotrichea

## Description
Selon Lynn, les Kiitrichida sont des Ciliés spirotriches (c'est-à-dire de la classe des Spirotrichea) qui ont des cirres uniformément petits et multiples disposés comme des sortes de ficelles recourbées.

## Liste des familles
Selon GBIF (15 octobre 2024) :
- Kiitrichidae Nozawa, 1941[3]
- Transitellidae Fryd-Versavel & Tuffrau, 1978[3]

## Systématique
Le nom valide de ce taxon est Kiitrichida Nozawa (d), 1941.